# Kerstin Jäckel-Engstfeld
Kerstin Jäckel-Engstfeld, geb. Jäckel, (* 27. November 1973 in Hilden) ist eine deutsche Journalistin. Von 2014 bis 2018 war sie Pressesprecherin der Stadt Düsseldorf. Seit Januar 2021 übt sie dieses Amt erneut aus.

## Biographie
Kerstin Jäckel studierte Politikwissenschaft, Soziologie und Volkswirtschaftslehre an der Universität Duisburg. Von 1997 bis 1998 war sie freie Mitarbeiterin der Neue Rhein Zeitung (NRZ). Von 1999 bis 2000 absolvierte sie die Axel-Springer-Journalistenschule in Hamburg. Bis Juli 2001 war sie in der Stammredaktion Politik der bundesweiten Ausgabe der Bild-Zeitung tätig, danach Redakteurin der Zeitschrift BIZZ Capital (Gruner + Jahr) bis zu deren Einstellung im Januar 2002.
Bis 2010 arbeitete Jäckel für die Illustrierte Bunte (Hubert Burda Media) und war dort ab Dezember 2004 Vize-Redaktionsleiterin, ab 2005 Redaktionsleiterin des Hauptstadtbüros in Berlin. Anschließend wurde sie Vize-Gesamtleiterin von Bild NRW und Vize-Redaktionsleiterin von Bild Düsseldorf. 
Zum 1. Juni 2010 übernahm Jäckel bei der Boulevardzeitung Bild (Axel Springer AG) die Leitung des Ressorts Politik von Georg Streiter, der Ende 2009 aus dem Unternehmen ausgeschieden war. Die Ressortleitung hatte sie bis Juni 2011 inne. Ab Sommer 2011 arbeitete sie für Bild NRW, zuletzt als Chefreporterin Politik/Wirtschaft.
Im Oktober 2014 teilte der Düsseldorfer Oberbürgermeister Thomas Geisel (SPD) mit, dass Kerstin Jäckel Leiterin des Amtes für Kommunikation der Landeshauptstadt Düsseldorf werde. Im folgenden Dezember trat sie ihr neues Amt an und übte dieses bis Ende Juni 2018 aus.
Im November 2020 gab der Düsseldorfer Oberbürgermeister Stephan Keller (CDU) bekannt, dass Jäckel erneut Leiterin des Amtes für Kommunikation und Sprecherin der Landeshauptstadt Düsseldorf wird. Ihr Amt trat sie im Januar 2021 an.
Kerstin Jäckel-Engstfeld ist verheiratet mit dem Politiker Stefan Engstfeld (Bündnis 90/Die Grünen).